# Moraea insolens
Moraea insolens là một loài thực vật có hoa trong họ Diên vĩ. Loài này được Goldblatt miêu tả khoa học đầu tiên năm 1971 publ. 1972.